# Birka y Hovgården

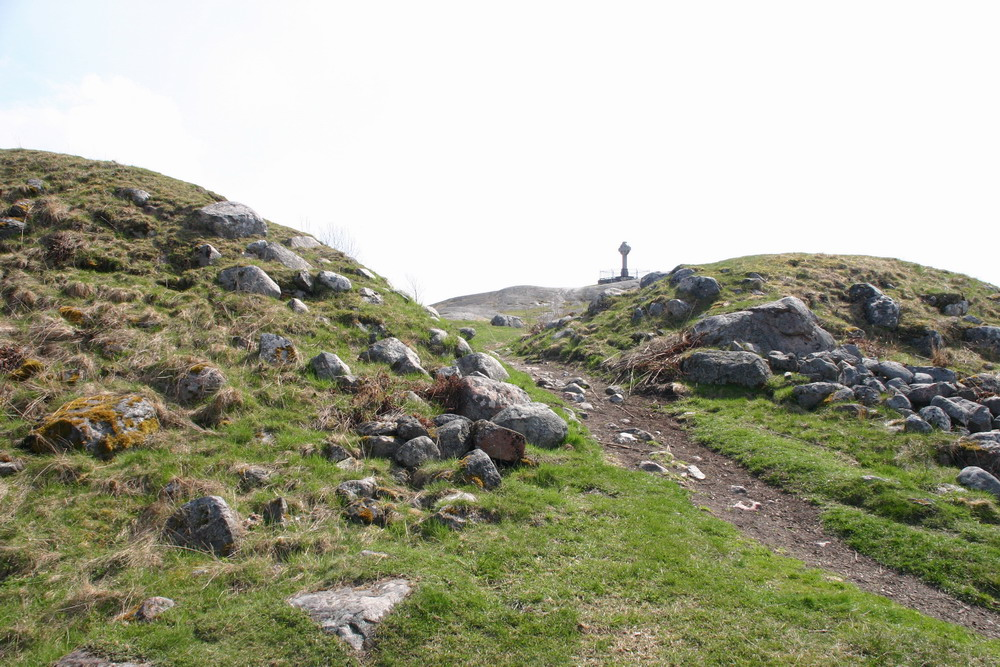
Birka: Restos de la puerta de acceso a la empalizada.

Birka, situada en la isla de Björkö, y  Hovgården, en la vecina isla de Adelsö, ambas en el lago Mälaren, en Suecia, son uno de los ejemplos mejor conservados de asentamiento vikingo. Ambos fueron incluidos en 1993 en la lista del Patrimonio de la Humanidad de la Unesco.
Birka fue fundada durante el siglo VIII, convirtiéndose en poco tiempo en un importante centro de comercio de artículos decorativos y de lujo, en pleno auge en la época dado que estos eran muy valorados como forma de reafirmar la importancia de un rey en las nacientes monarquías de Europa.
Formaba parte de los nuevos establecimientos comerciales que aparecieron por esta época en la zona del mar del Norte y el Báltico, junto con Ribe, Hedeby, Dorestad, Quentovic y Hamwith.
Al poco tiempo se transformó también en un importante centro de producción, donde los artesanos locales fabricaban cotizados objetos destinados al trueque a partir del hierro o de las pieles de los animales de la zona. Estos objetos eran intercambiados por tejidos bizantinos, vino del Rin, o piezas de joyería árabe.
Se calcula que en el siglo IX Birka tenía una población permanente de unos 1500 habitantes, pudiéndose elevar a 8000 cuando los comerciantes convergían en ella para los mercados estacionales.
Birka fue abandonada hacia el año 960 o 970, tras lo cual su función como centro de comercio fue parcialmente asumida por la mucho menos importante ciudad de Sigtuna, también ubicada a orillas del lago Mälaren.
En la isla de Adelsö, separado de Birka por un estrecho dentro del lago, se encontraba el palacio del rey en Hovgården.

## La visita de Ansgar
Birka fue además el destino de la que ha sido considerada la primera misión cristiana a Suecia, llevada a cabo por el monje benedictino Ansgar en 829. Éste llegó a Birka enviado por el emperador Luis el Piadoso. Al parecer ya existían cristianos en Birka por aquella época, por lo que se supone que ya existía una pequeña iglesia en la ciudad aunque la mayoría de sus habitantes fueran paganos.